# Trapella sinensis

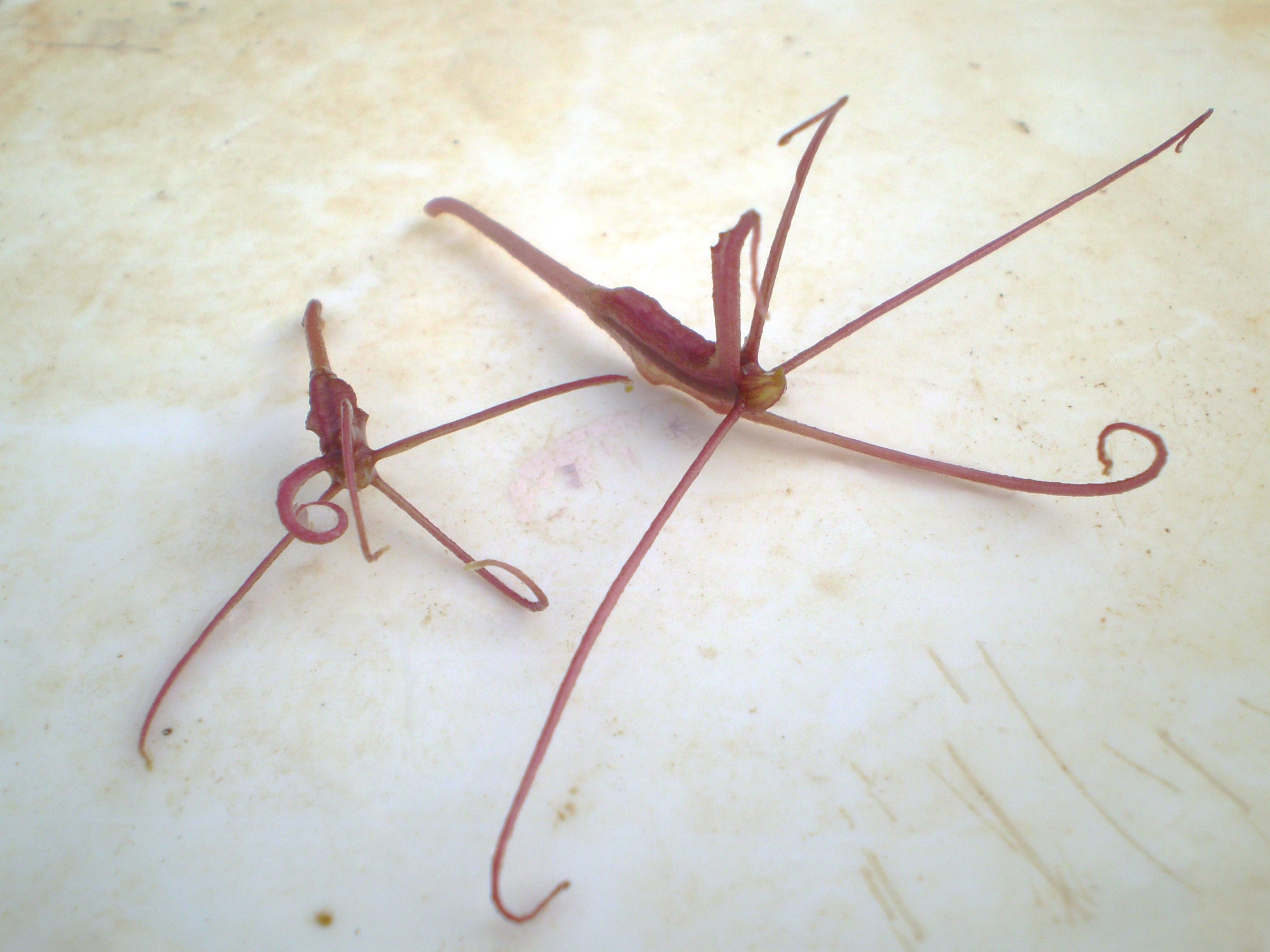
Owoce Trapella sinensis

Trapella sinensis – gatunek roślin z rodziny babkowatych reprezentujący monotypowy rodzaj Trapella D. Oliver, Hooker's Icon. Pl. 16: ad t. 1595. Jun 1887. Występuje we wschodnich Chinach, na Rosyjskim Dalekim Wschodzie, Półwyspie Koreańskim i w Japonii. Roślina występująca w wodach stojących i wolno płynących.
Nazwa nawiązuje do podobnego z wyglądu i zajmowanego siedliska rodzaju kotewka Trapa.

## Morfologia
PokrójRoślina zielna (jednoroczna) o nagich łodygach osiągających do 60 cm długości, korzeniąca się na dnie i tworząca poziomo rosnące rozłogi.
LiścieNaprzeciwległe, pozbawione przylistków. Podwodne liście równowąskie do lancetowatych, siedzące, osiągające 3–5 cm długości i 5–7 mm szerokości. Liście pływające ogonkowe, z blaszką okrągławą do rombowatej, ząbkowanej na brzegach. Ogonek osiąga do ok. 3 cm długości i podobnie blaszka liściowa.
KwiatyPojedyncze w kątach liści, zwykle podwodne i zamknięte – klejstogamiczne, rzadziej otwierające się nad powierzchnią wody. Szypułka kwiatowa ma od 1,5 do 3 cm długości i wydłuża się podczas owocowania. Kielich trwały, długości 2 mm, z 5 ostrymi ząbkami, przylegający do zalążni. Korona jasnoczerwona, długości 2 do 3,5 cm, zrośnięta w dole w lejkowatą rurkę, z dwoma słabo zaznaczonymi wargami – dolną trójłatkową i górną dwułatkową. Pręciki dwa płodne, a dwa wykształcone jako prątniczki z łącznikiem płatkowato rozszerzonym. Zalążnia w 3/4 dolna, dwukomorowa, z jednym zalążkiem płodnym. Szyjka słupka wydłużona, rozwidlona na końcu i tu z dwoma nierównymi łatkami znamienia.
OwoceWalcowate, drewniejące, jednonasienne. Na szczycie z trwałymi działkami i 3–5 haczykowatymi, kolczastymi lub czasem też spiralnie skręconymi przydatkami (osiągającymi do 7 cm długości), czasem też z 2 lub 3 skrzydełkami.

## Systematyka i pochodzenie
Jeden z rodzajów plemienia Gratioleae z rodziny babkowatych (Plantaginaceae). Skamieniałości tych roślin z trzeciorzędu znane są z Azji Środkowej i Europy.
Pierwotnie rodzaj opisany i zaliczany przez ponad wiek był do rodziny połapkowatych Pedaliaceae, w połowie XX wieku zaproponowano także jego wyodrębnienie w randze osobnej rodziny Trapellacae. Powiązanie filogenetyczne z rodziną babkowatych i przynależność do plemienia Gratioleae wykazały analizy molekularne.